# Edith Checa
Edith Salud Checa Oviedo (Sevilla, 24 de novembre de 1957 - Madrid, 23 de desembre del 2017) va ser una periodista, escriptora i poetessa, professora, realitzadora i locutora de ràdio espanyola.

## Biografia
Es va formar i llicenciar en Ciències de la Informació i, posteriorment, va cursar un Diploma d'Estudis Avançats en Literatura i Mitjans de Comunicació a la Universitat Complutense de Madrid.
Treballà com a realitzadora i locutora en programes de ràdio de la Universitat Nacional d'Educació a Distància (UNED) durant setze anys, entre 1989 i 2005, emesos a Radio 3 de Ràdio Nacional d'Espanya (RNE), com Rincón literario: tus poemas por las ondas i Informativo Universitario. Va ser presentadora-guionista de programes de televisió educativa de la UNED a La 2 de TVE i a TVE Internacional: Rincón literario i Ayer y hoy en la poesía.
Professora de Creació de Novel·la, Guió de Cinema i Cursos de Comunicació. Col·laboradora guionista de al programa Al filo de lo imposible. El seu últim treball va ser impartint tallers de Creació Literària per al Centre Andalús de les Lletres de la Junta d'Andalusia, i com a responsable de producció de continguts d'audioguies per a museus i monuments. «El color del albero», «No me pidas silencio», o «La luna nos abandona» son algunes de les seves obres més conegudes. El seu últim llibre publicat és la novel·la juvenil «La laguna del olvido» (Lastura Edicions, desembre 2017).